# خوسه فرناندس (بازیکن فوتبال، زاده ۱۹۳۹)
خوسه فرناندس (اسپانیایی: José Fernández‎؛ زادهٔ ۱۴ فوریهٔ ۱۹۳۹) بازیکن فوتبال اهل پرو بود.
از باشگاه‌هایی که در آن بازی کرده‌است می‌توان به باشگاه فوتبال اونیورسیتاریو ده دپورتس اشاره کرد.
وی همچنین در تیم ملی فوتبال پرو بازی کرده‌است.